# Гочемский, Иосиф

Почаевская икона. Мастер Иосиф Гочемский (Гошемский). XVIII век

Иосиф Гочемский (Гошемский) (пол. Ioseph Goszemski) — почаевский гравёр на меди и на дереве второй половины XVIII века.
Работал в Почаевской лавре между 1740—1760 годами. Автор икон и иллюстраций церковных книг из жизни Иисуса Христа. Это преимущественно небольшие по размеру рисунки, ценность которых заключается в тонкости исполнения и которые в эпоху рококо вошли в моду, украшая книги миниатюрного формата.

## Работы на меди[1]
1. «Притча о фарисее» (1767); 4°, в длину: «сниде сей ишравдан в дом свой, паче онаго. (Ioseph Goczemski sculp. 1767»).
2. «Иосиф принимает братьев своих» («Ioseph Goczemski Sculp. Poczaiov: 1745»)
3. «Въезд в Иерусалим» («J. G. Csulp. 1745»)
4. «Фомино уверение» («J. G. Sculp.»)
5. «Сошествие Св. Духа» («J. Goczemski sculp.»)
6. «Ce народ, и нарицаемый Иуда приступи ко иеови целовати его» (J. G.")
7. «Распятие: „Един ЕЗ воин копием ребра ему прободе…“ (J.G.»)
8. «Христос», окружённый семью звездами, в которых подписаны названия семи таинств («Joseph Goczemski sc.»)
9. «Коронование Богородицы». Внизу шесть святых, прославлявших её на земле; в руках y них свитки с надписями. (Внизу монограмма: «I. G.»)
10. «Св. Евлист Лука» («I. G.»)
11. «Св. Евлисть Марко» («I.G. sc.»)
12. «Св. Евлист Иван» («I.G.»)
13. «Св. Апостол Пётр» (Ioseph Goczemski)
14. «Св. Апостол Павел» («I.G.»
15. «Св. Апостол Иаков»
16. Евангелист Марк («1771. I. G.»)
17. «Св. Вел. Муч. Варвара и Св. Арх. Михаил» (оба в рост, с русскими виршами. Внизу подпись: «Ioseph Goczemski Sculps. Kijoviae». Это самый капитальный лист Иосифа Гошемского.
18. Апостолы Пётр и Павел с Почаевской лаврой в руках («I.G.»)
19. Заглавный лист с изображением Христа, дающего ключи Петру Апостолу: «Проповедити Евангелие…(Ioseph Goczemski Sculp. Poczaiovi»)
20. Преподобный Иоанн Дамаскин (гравюра в лист, внизу вирши и монограмма: «I.G.»)
21. Григорий Папа Римский («Ioseph. Goczemski Sculp. Poczajoviae 1746»)
22. Собор киево-печерских святых (в большой лист; внизу в левом углу монограмма: «I: G:»* и вирши: «в темных мест пещерных аки от чертога Сияють Прпдных телеса премнога…»)
23. Изображение Киевских пещер (копия с гравюры Тарасевича, с подписью: «Ios. Goczemski Sculp.». Две картинки в лист)
24. Антиминс (1760, в 11 фигур: «Ioseph Goczemski Sculps: 1760». В Музее Киевской духовной академии.
25. Антиминс 1762 г., в 6 фигур, живописный: «Ioseph Goczemski sculpsit 1762». В Музее Киевской духовной академии.
26. Образ Братской Кременецкой Богородицы, поясной (без Спасителя), находящийся в Братском Кременецком Базилианского ордена монастыре («Ioseph Goczemski seul: et excudit 1768»)
27. Повторение предыдущего, в четвертку («Ioseph Goczemski sculp. Paczaiow: 1767»)
28. Богородица Подембеченская Базилианская, находящаяся в алтаре Базилианского Подембеченского монастыря; в ½ листа («Ioseph Goczemski sc. 1778»)

## Гравюры на дереве[1]
1. Заглавный лист (середина пустая) с вознесением и коронованием Богородицы («Ioseph Goczemski Sculp. 175» (угол отколот)
2. Апостол Иуда («1748 I.G.»)
3. Иоанн Дамаскин («I.G.»)
4. Солнце со звездами (для календаря «I.G.»
5. Заглавный лист с Троицей вверху («1737 Иосиф»)
6. То же, с Троицей вверху («Иосиф.»)
7. Вознесение Богородицы («1737 Иосиф»)